# Khaneh siah ast
Khaneh siah ast (em persa: خانه سیاه است, Kẖạneh sy̰ạh ạst) (br: A Casa é Escura) é um documentário de curta-metragem iraniano dirigido por Forough Farrokhzad em 1962, sobre a vida dos leprosos.